# Fritz von Hippel
Fritz Richard Ferdinand von Hippel (* 28. April 1897 in Rostock; † 8. Januar 1991 in Freiburg im Breisgau) war ein deutscher Jurist und Rechtsphilosoph.

## Leben
Fritz von Hippel, Sohn von Emma und Robert von Hippel sowie Bruder von Ernst (1895–1984), Arthur (1898–2003) und Olga (* 1903), nahm nach dem Abitur 1915 und Militärdienst 1919 ein Studium der Rechtswissenschaften an der Universität Göttingen auf, das er 1922 mit dem Erwerb des akademischen Grades eines Dr. iur. abschloss. In der Folge war er von 1924 bis 1927 im Reichsjustizministerium sowie von 1926 bis 1933 als preußischer Amts- und Landrichter eingesetzt.
1930 habilitierte sich Fritz von Hippel als Privatdozent an der Universität Frankfurt, wo ihm 1933 das Extraordinariat für Bürgerliches Recht übertragen wurde. 1941 wechselte Fritz von Hippel auf den Lehrstuhl für Bürgerliches Recht, Zivilprozessrecht, Rechtsphilosophie und Internationales Privatrecht der Universität Marburg und schließlich 1951 auf denselben an der Universität Freiburg, den er bis zu seiner Emeritierung 1965 ausfüllte.
Fritz von Hippel – er wurde 1967 mit der Ehrendoktorwürde der Universität Basel sowie 1972 mit dem Großen Verdienstkreuz der Bundesrepublik Deutschland ausgezeichnet – verstarb am 8. Januar 1991 93-jährig in Freiburg im Breisgau.
In seiner wissenschaftlichen Arbeit widmete sich Fritz von Hippel vor allem dem Themenbereich der Rechtsdogmatik im Zivil- und Zivilprozessrecht.

## Schüler
- Josef Esser

## Schriften
- Formalismus und Rechtsdogmatik, dargestellt am Beispiel der "Errichtung" des zeugenlosen Schrifttestaments (eigenhändiges Testament; testament olographe), Hanseatische Verlagsanstalt, Hamburg 1935
- Das Problem der rechtsgeschäftlichen Privatautonomie: Beiträge zu einem natürlichen System des privaten Verkehrsrechts und zur Erforschung der Rechtstheorie des 19. Jahrhunderts, J. C. B. Mohr, Tübingen 1936
- Wahrheitspflicht und Aufklärungspflicht der Parteien im Zivilprozeß: Beiträge zum natürlichen Aufbau des Prozeßrechts und zur Erforschung der Rechtstheorie des 19. Jahrhunderts, Klostermann, Frankfurt am Main 1939
- Richtlinie und Kasuistik im Aufbau von Rechtsordnungen: Ein Kapitel moderner Gesetzgebungskunst, Elwert’sche Universitäts-Buchhandlung, Marburg 1942
- Die nationalsozialistische Herrschaftsordnung als Warnung und Lehre: Eine juristische Betrachtung, J. C. B. Mohr, Tübingen 1946
- Vorbedingungen einer Wiedergesundung heutigen Rechtsdenkens, Elwert-Gräfe & Unzer, Marburg 1947
- Die Perversion von Rechtsordnungen, J. C. B. Mohr, Tübingen 1955
- Recht, Sittlichkeit und Religion im Aufbau von Sozialordnungen, J. C. B. Mohr, Tübingen 1958
- Rechtstheorie und Rechtsdogmatik: Studien zur Rechtsmethode und zur Rechtserkenntnis, Klostermann, Frankfurt am Main 1964
- Ideologie und Wahrheit in der Jurisprudenz. Studien zur Rechts-Methode und zur Rechts-Erkenntnis, Klostermann, Frankfurt am Main 1973